# بخش کلون (انتره ریوس)
بخش کلون (به اسپانیایی: Departamento Colón) یک منطقهٔ مسکونی در آرژانتین است که در استان انتره ریوس واقع شده‌است. بخش کلون ۵۲٬۷۱۸ نفر جمعیت دارد.